# The Very Best of Cream
The Very Best of Cream è un album raccolta del gruppo rock britannico Cream, pubblicato nel 1995; da non confondersi con Strange Brew: The Very Best of Cream del 1983.

## Tracce
1. Wrapping Paper (Jack Bruce, Pete Brown) – 2:21
2. I Feel Free (Bruce, Brown) – 2:54
3. N.S.U. (Bruce) – 2:47
4. Sweet Wine (Ginger Baker, Janet Godfrey) – 3:19
5. I'm So Glad (Skip James) – 4:01
6. Spoonful (Willie Dixon) – 6:30
7. Strange Brew (Eric Clapton, Felix Pappalardi, Gail Collins Pappalardi) – 2:48
8. Sunshine of Your Love (Bruce, Brown, Clapton) - 4:10
9. Tales of Brave Ulysses (Clapton, Martin Sharp) - 2:46
10. SWLABR (Bruce, Brown) – 2:31
11. We're Going Wrong (Bruce) – 3:29
12. White Room (Bruce, Brown) – 4:58
13. Sitting on Top of the World (Walter Vinson, Lonnie Chatmon; arr. by Chester Burnett) – 4:59
14. Politician (Bruce, Brown) – 4:11
15. Those Were the Days (Baker, Mike Taylor) – 2:56
16. Born Under a Bad Sign (Booker T. Jones, William Bell) – 3:09
17. Deserted Cities of the Heart (Bruce, Brown) – 3:41
18. Crossroads (Robert Johnson, arr. by Clapton) – 4:14
19. Anyone for Tennis (The Savage Seven theme) (Clapton, Sharp) – 2:38
20. Badge (Clapton, George Harrison) – 2:46

## Formazione
- Eric Clapton - chitarra, voce
- Jack Bruce - basso, acustico, pianoforte, organo, armonica a bocca, violoncello, voce
- Ginger Baker - batteria, percussioni, voce